# Deuvelverbinding

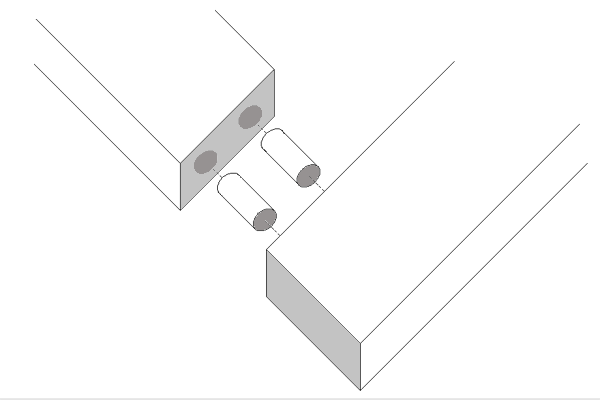
Deuvelverbinding

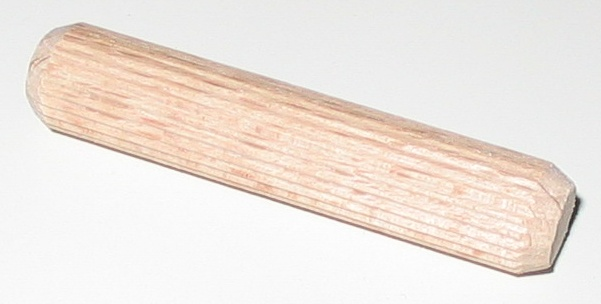
Houten deuvel, 10 mm doorsnede en 50 mm lang

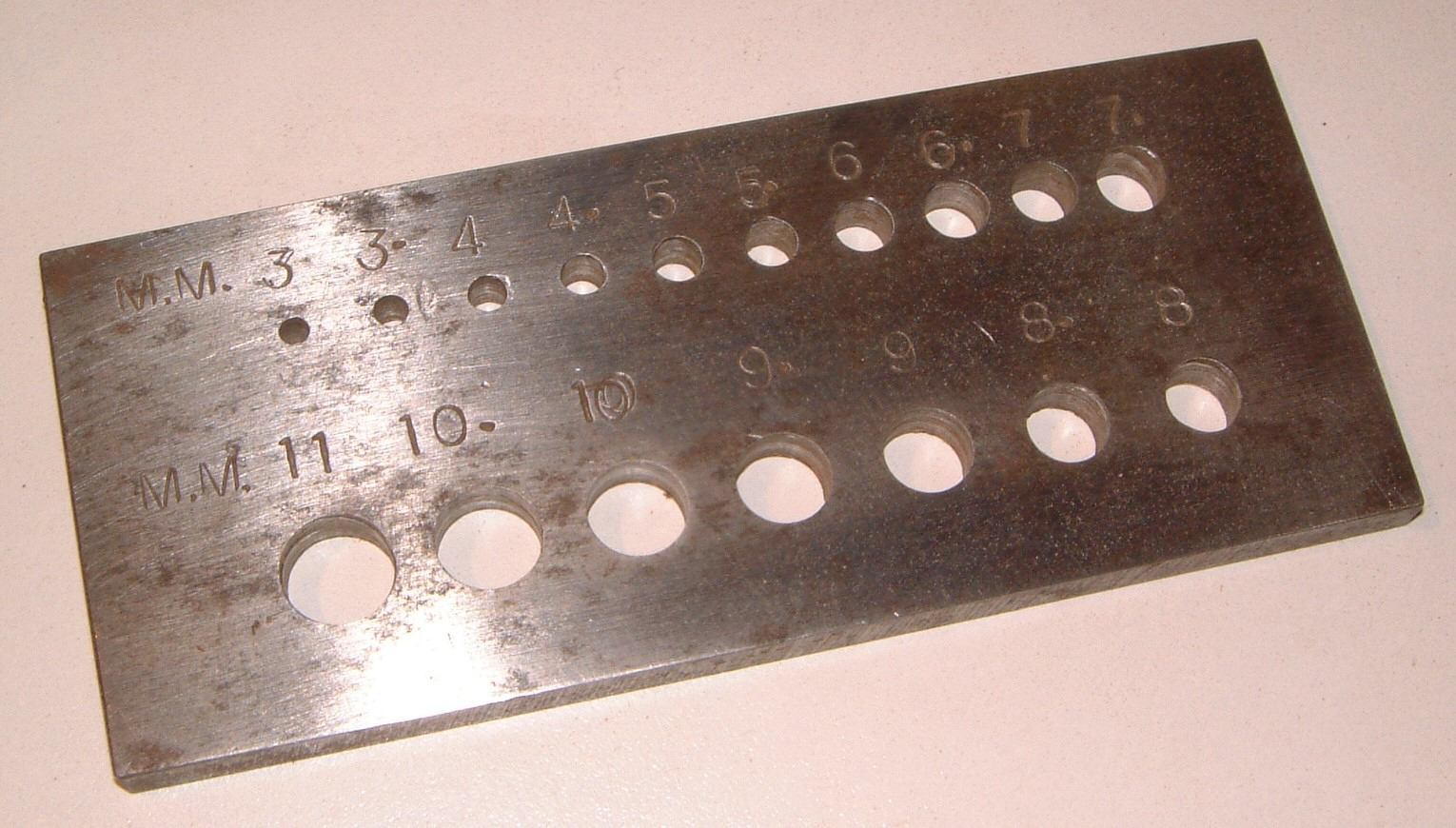
Deuvelmal

Een deuvelverbinding is een houtverbinding waarbij twee houten onderdelen met elkaar worden verbonden door enkele ronde houten pennen, die deuvels heten, in tegenover elkaar geplaatste gaten te monteren. De deuvels kunnen al dan niet vastgelijmd worden. Door de deuvels in de gaten van het andere deel te drukken, wordt de verbinding gemaakt. Het aan elkaar verbinden door middel van deuvels heet deuvelen en is een houtbewerkingstechniek.
Deze verbinding is relatief eenvoudig uit te voeren, als de gaten nauwkeurig geboord worden. Er bestaan allerhande hulpstukken om het boren gemakkelijker te maken. De bedoeling is om goed tegenover elkaar liggende gaten te krijgen die loodrecht op het oppervlak staan. Het sterkst is de verbinding wanneer de grootste krachten die er op uitgevoerd worden, loodrecht op de as van de deuvel werken. Goede gaten zijn iets dieper dan de halve lengte van de deuvel zodat overtollige lijm kan uitwijken. De verbinding wordt in de regel als minder sterk beschouwd dan een pen-en-gatverbinding, omdat slechts een klein deel van het raakoppervlak tussen de deuvel en het voorwerp met elkaar verlijmd is. Ook omdat een deuvelverbinding geen rekening houdt met het natuurlijke werken van hout, wordt ze vooral toegepast in minder beweeglijk materiaal zoals meubelplaat.
In de handel verkrijgbare deuvels hebben een doorsnee van 6, 8, 10, 12 of 18 mm en zijn gemaakt uit beukenhout vanwege de dichte vezel van deze houtsoort. In de industrie wordt eigenlijk alleen maar robinia gebruikt. De uiteinden zijn enigszins afgerond en het oppervlak is gegroefd om een goede afvoer van overtollige lijm mogelijk te maken. Geprefabriceerde deuvels worden aangeboden in lengtes van enkele centimeters, maar zijn ook aan de meter verkrijgbaar (tot 18 mm dikte). 
Met een deuvelmal, een stevige metalen plaat waarin gaten met verschillende diameters zijn geboord, kunnen deuvels uit elke willekeurige houtsoort gemaakt worden.
Er bestaan ook deuvels die gebruikt worden in beton. Deze deuvels worden vaak geplaatst bij de aanleg van betonwegen. De machine die de betonweg aanlegt, een zogenaamde slipform paver, trilt dan gelijk de deuvels in het nog natte beton. Om de 30 centimeter horizontaal in het midden van de weg wordt één deuvel geplaatst. Om de 5 meter worden er ook nog eens deuvels geplaatst. Deze worden ook horizontaal geplaatst, alleen de deuvels zelf liggen verticaal.
De deuvel is een kwalitatief hoogwaardig product welke onder strenge kwaliteitseisen en voorwaarden wordt geproduceerd. De KOMO gecertificeerde deuvels worden gemaakt van de verschillende houtsoorten, welke allen door TNO zijn getest op hun constructieve belastbaarheid, welke worden gesteld in de NPR 3670.
- Acacia
- Europees eiken
- Merbau
- Karri
- Sapupira

Deuvels hebben voor een optimale maatvoering en toepasbaarheid een vochtpercentage tussen zes en tien procent. Het is daarom belangrijk dat de deuvels goed afgesloten in zakken of emmers worden bewaard en dat er slechts een beperkte grijpvoorraad wordt blootgesteld aan de buitenlucht.